# تمساح آلبینو
تمساح آلبینو (انگلیسی: Albino Alligator) فیلمی در ژانر نئو نوآر، جنایی، و درام به کارگردانی کوین اسپیسی است که در سال ۱۹۹۷ منتشر شد.

## بازیگران
- مت دیلون
- فی داناوی
- گری سینایس
- ویلیام فیکنر
- ویگو مورتنسن
- جان اسپنسر
- اسکیت اولریش
- جو مانتگنا
- ملیندا مک‌گرا
- فرانکی فیزن
- ام امت والش